# Lanfroicourt
Lanfroicourt település Franciaországban, Meurthe-et-Moselle megyében. Lakosainak száma 130 fő (2022. január 1.). Lanfroicourt Aboncourt-sur-Seille, Manhoué, Armaucourt, Bey-sur-Seille és Bouxières-aux-Chênes községekkel határos.

## Népesség
A település népességének változása:
| Lakosok száma | 88   | 119  | 114  | 123  | 128  | 131  | 130  | 128  | 127  | 130  |
|               | 1968 | 1982 | 1990 | 2006 | 2013 | 2015 | 2017 | 2019 | 2020 | 2022 |